# Namihaya Dome
Le Namihaya Dome (なみはやドーム, Namihaya Dōmu) est un complexe sportif arena situé à Kadoma dans la Préfecture d'Osaka au Japon.

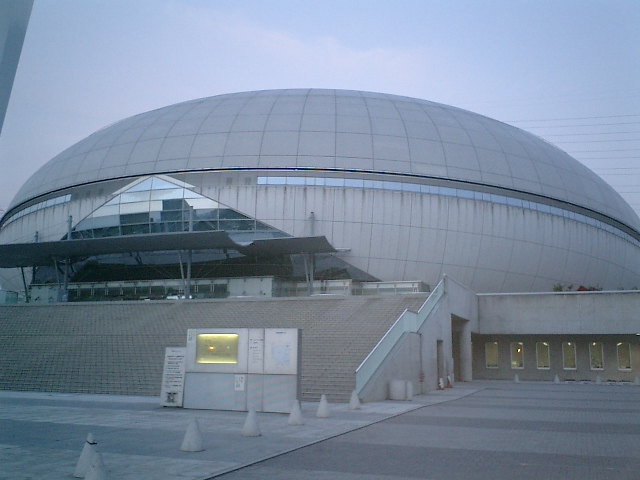
Namihaya Dome

Il a été achevé au début de 1996. L'architecte principal est Mamoru Kawaguchi, fondateur de la société Kawaguchi & Engineers.
Le dôme est composé en grande partie de béton armé et de cadres d'acier, il couvre une superficie d'environ 25 000 m2. À l'intérieur, il y a la salle principale pour les compétitions, une piscine séparée, une salle d'entrainement, une salle polyvalente, des salles de conférence et un restaurant. La salle principale est de 6 000 places fixes avec une capacité possible de 10 000 personnes. On y trouve aussi un grand écran et un marquoir électrique.

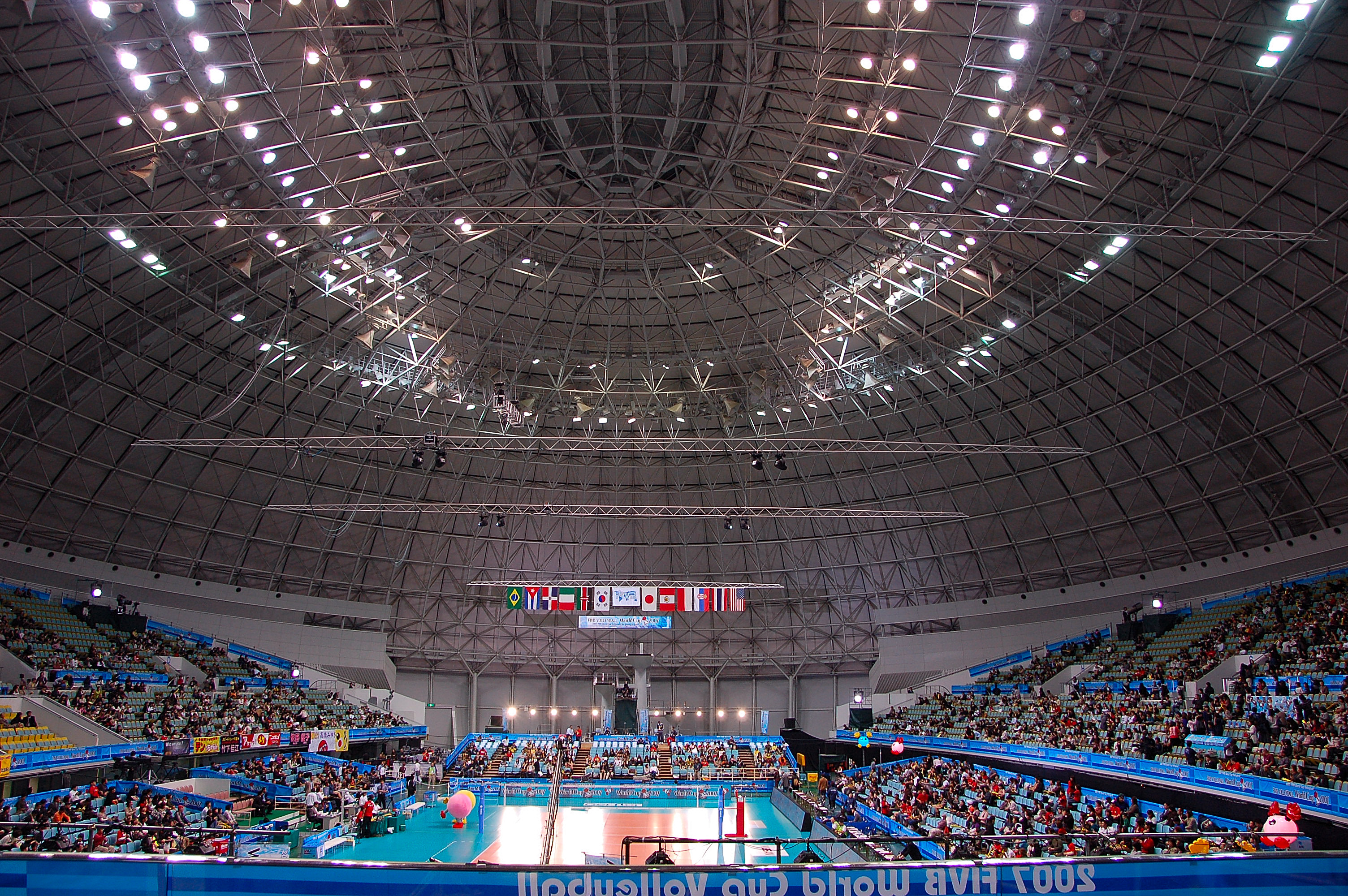
Intérieur du Namihaya Dome

## Utilisations
L'utilisation de l'arène change avec les saisons.
- En été, l'arène a une piscine, de 50 m x 25,5 m, où la profondeur peut être modifiée grâce à son sol mobile. La piscine de plongée de 25 m sur 25 m, avec trois plates-formes de plongée et cinq tremplins, a aussi un sol mobile.
- En hiver, l'arena se transforme en patinoires pour le  patinage sur glace. La patinoire principale mesure 60 m sur 30 m, et une patinoire annexe fait 18 m sur 30 m.
- En automne et au printemps, l'arène est transformée en gymnase où sont organisées des compétitions sportives, des expositions et des conférences[3].

## Événements sportifs
- Certains matchs de la Coupe du monde de volley-ball féminin 2003 ont eu lieu au Namihaya Dome.
- Certains matchs de la coupe nationale de tennis et de la Coupe Davis ont eu lieu au Namihaya Dome.
- Le Trophée NHK pour les éditions 1996, 2005[4], 2014, 2020 et 2023.
- Les championnats du Japon de patinage artistique 2002, 2008, 2010, 2012, 2017 et 2019.